# Lijst van Belgische adelsverheffingen 1985
Personen die in 1985 in de Belgische adelstand werden opgenomen of een adellijke titel ontvingen.

## Gravin
- Andrée de Jongh (1916-2007), persoonlijke adel en de titel gravin.

## Baron
- Eugène de Barsy, erfelijke adel en de persoonlijke titel baron.
- Hendrik Cappuyns (1913- ), persoonlijke adel en de titel van baron.
- Jonkheer Josse Mertens de Wilmars, de persoonlijke titel baron
- Jonkheer Jean-Etienne Powis de Tenbossche (1924-1999), de persoonlijke titel baron.
- Albert de Scoville (1922- ), hoogleraar, erfelijke adel en de persoonlijke titel baron.
- Jonkheer Jacques De Staercke, de persoonlijke titel baron.
- Alfred Wauters (1912-2000), eerste voorzitter van het Hof van Cassatie, erfelijke adel en de persoonlijke titel baron.

## Barones
- Eveline Vandeneynde (1922-1988), persoonlijke adel en de titel barones.

## Ridder
- Adrien de Backer (Claude Etienne) (1917-1992), acteur, oprichter 'Théatre du Rideau', erfelijke adel en persoonlijke titel van ridder.
- Albert van Damme (1899- ), erfelijke adel en persoonlijke titel van ridder.
- Jean-Joseph le Pas de Sécheval (1929-2002), erfelijke adel en persoonlijke titel ridder.

## Jonkheer
- André André-Dumont (1915-2006), burgerlijk ingenieur, erfelijke adel.
- Georges André-Dumont (1924-1995), doctor in de rechten, erfelijke adel
- Alfred Claeys Boùùaert (1906- ), erfelijke adel
- Antoine Claeys Boùùaert (1913- ), erfelijke adel
- Albert Claeys Boùùaert (1916- ), erfelijke adel
- Ignace Claeys Boùùaert (1920- ), hoogleraar,  erfelijke adel
- Leo Delwaide (1939- ), erfelijke adel
- Yves Schmitz (1916- ), voorzitter van het hof van beroep Brussel, erfelijke adel.